# Céleste Bollack
 (mars 2018).
Si vous disposez d'ouvrages ou d'articles de référence ou si vous connaissez des sites web de qualité traitant du thème abordé ici, merci de compléter l'article en donnant les références utiles à sa vérifiabilité et en les liant à la section « Notes et références ».
Pour les articles homonymes, voir Bollack.
Céleste Bollack  est un ouvrage paru en 2007 de l'écrivain et critique d'art Alain Georges Leduc sur la vie et l'œuvre de l'artiste-peintre contemporain Céleste Bollack.
Le livre est présenté en deux parties : un texte descriptif sur l'évolution de la femme peintre et de son œuvre picturale puis des reproductions de ses peintures qui couvrent ses différentes périodes.

## Présentation générale
Céleste Bollack suit un parcours classique dans ses débuts. Elle se tourne rapidement vers un style de plus en plus dépouillé qui la conduit logiquement à construire des œuvres de facture expressionnistes puis non-figuratives.
Elle a toujours cherché sa voie, refusant toute théorisation, refusant d'adhérer à une école ou un mouvement. trouver son plein épanouissement. » Née en 1971 à Paris, Celeste Bollack a largement subi l'influence de sa mère Sofie Bollack-Klarwein, elle-même artiste peintre. C'est ainsi à partir de ces influences familiales qu'elle a grandi, baignant très jeune dans cette culture picturale. La grande liberté d'expression, son sens du dessin l'oriente très tôt vers la peinture dans le sillage de sa mère. En 1994, elle entre aux Beaux-Arts et fait sa première exposition dès 1998 à la galerie L'œil du 8. La rencontre avec le galeriste Georges Detais va largement déterminer son avenir d'artiste. Rejoignant finalement le mouvement de la Figuration narrative, elle expose dans de nombreuses villes européennes, à Paris comme à Londres, Stockholm ou Zurich où elle devient une artiste de plus en plus recherchée.